# Термодинамично равновесие
Състоянието на дадена система се определя като термодинамично равновесие, ако тя е едновременно в термично, механично и химично равновесие. Състоянието на системата в термодинамично равновесие се определя от  величини като налягане и температура. По-специално, термодинамичното равновесие се характеризира с минимум на даден термодинамичен потенциал, като свободната енергия на Хелмхолц, за системи с постоянни обем и температура:
A = U – TS
Или свободната енергия на Гибс, за системи с постоянни температура и налягане:
G = H – TS
Например затворена система от взаимодействащи си частици (без смущения от външната среда), с течение на времето обменят енергия и импулс до момента, в който достигнат до състояние, в което общите статистически характеристики на системата спират да се променят.